# 피케팅

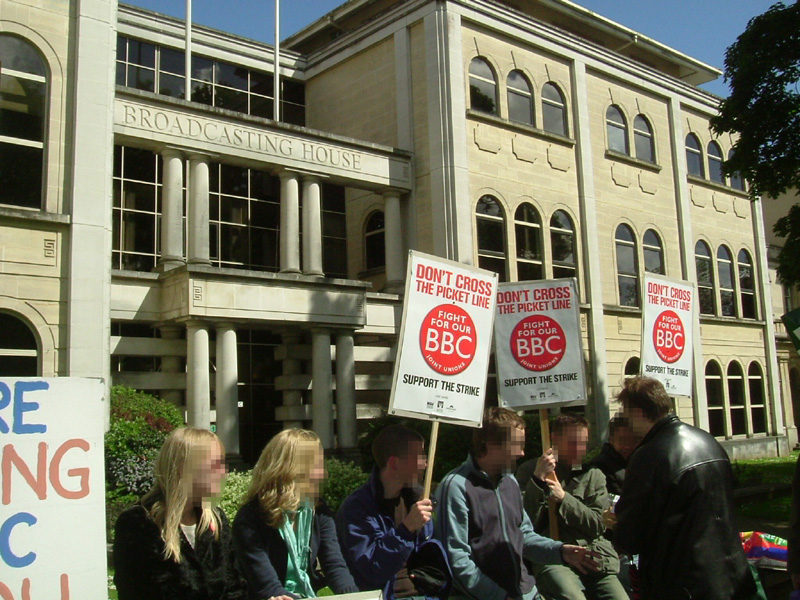
파업으로 피케팅을 하는 BBC 직원들 (2005년)

피케팅(영어: picketing)은 항의행동의 일종으로, 주로 파업에서 이용된다. 파업을 하는 장소 앞에서 파업에 참여하지 않는 근로자에게 참여하도록 하는 목적이 있으며, 일반인에게 파업 어필 등을 한다.
파업을 효율적으로 행하기 위하여 근로희망자들에게 사업장 또는 공장으로의 출입을 막으며 파업참여에 협력할 것을 요구하는 행위이다. 배반자나 파업을 파괴하는 자를 막기 위해 직장 입구 등에 파수꾼(피켓)을 두고 작업을 저지, 공중에게 호소한다. 따라서 '피케팅'은 파업이나 '보이콧'에 수반되는 보조적 쟁의수단이고 그것 자체로서는 독립된 쟁의행위라고는 할 수 없다.

## 같이 보기
- 연좌파업